# Historyczne Miasta Polski (seria monet)
Seria Historyczne Miasta Polski obejmowała 32 monety okolicznościowe o nominale 2 złote ze stopu Nordic Gold. Narodowy Bank Polski zainaugurował tę serię w 2005 roku, a jej celem było przedstawienie ważnych miast z punktu widzenia historii Rzeczypospolitej.

## Lista monet w seriiHistoryczne Miasta Polski
Narodowy Bank Polski emitował monety z wizerunkami miast historycznych, poczynając od Gniezna, które weszło do obiegu 2 września 2005, kończąc na Bielsku-Białej z 11 kwietnia 2008 roku. Monety bite były stemplem zwykłym.
Na awersie przedstawiony jest orzeł powyżej stylizowanego muru miejskiego z otwartą bramą. Na rewersach monet przedstawione są stylizowane wizerunki charakterystycznego miejsca w danym mieście.

### Wykaz monet z serii z roku 2005
| Miasto    | Województwo                    | Data emisji               | Nakład    | Wizerunek monety |
| --------- | ------------------------------ | ------------------------- | --------- | ---------------- |
| Gniezno   | województwo wielkopolskie      | 2 września 2005(dts)      | 1 200 000 | awers i rewers   |
| Kołobrzeg | województwo zachodniopomorskie | 19 października 2005(dts) | 1 100 000 | awers i rewers   |
| Włocławek | województwo kujawsko-pomorskie | 18 listopada 2005(dts)    | 1 100 000 | awers i rewers   |
| Cieszyn   | województwo śląskie            | 6 grudnia 2005(dts)       | 1 100 000 | awers i rewers   |

| Gniezno                                                               | Kołobrzeg                 | Włocławek                                          | Cieszyn                          |
| --------------------------------------------------------------------- | ------------------------- | -------------------------------------------------- | -------------------------------- |
|                                                                       |                           |                                                    |                                  |
| Bazylika archikatedralna Wniebowzięcia NMP i św. Wojciecha w Gnieźnie | Latarnia Morska Kołobrzeg | Bazylika katedralna Wniebowzięcia NMP we Włocławku | Kościół św. Mikołaja w Cieszynie |

### Wykaz monet z serii z roku 2006
| Miasto     | Województwo                     | Data emisji              | Nakład    | Wizerunek monety |
| ---------- | ------------------------------- | ------------------------ | --------- | ---------------- |
| Jarosław   | województwo podkarpackie        | 24 stycznia 2006(dts)    | 1 100 000 | awers i rewers   |
| Bochnia    | województwo małopolskie         | 7 lutego 2006(dts)       | 1 400 000 | awers i rewers   |
| Elbląg     | województwo warmińsko-mazurskie | 7 marca 2006(dts)        | 1 000 000 | awers i rewers   |
| Legnica    | województwo dolnośląskie        | 5 kwietnia 2006(dts)     | 1 100 000 | awers i rewers   |
| Chełm      | województwo lubelskie           | 15 maja 2006(dts)        | 1 100 000 | awers i rewers   |
| Żagań      | województwo lubuskie            | 1 czerwca 2006(dts)      | 1 100 000 | awers i rewers   |
| Nysa       | województwo opolskie            | 3 lipca 2006(dts)        | 1 100 000 | awers i rewers   |
| Pszczyna   | województwo śląskie             | 7 sierpnia 2006(dts)     | 1 100 000 | awers i rewers   |
| Sandomierz | województwo świętokrzyskie      | 4 września 2006(dts)     | 1 100 000 | awers i rewers   |
| Chełmno    | województwo kujawsko-pomorskie  | 2 października 2006(dts) | 1 100 000 | awers i rewers   |
| Nowy Sącz  | województwo małopolskie         | 6 listopada 2006(dts)    | 1 100 000 | awers i rewers   |
| Kalisz     | województwo wielkopolskie       | 5 grudnia 2006(dts)      | 1 100 000 | awers i rewers   |

| Jarosław                                               | Bochnia                        | Elbląg                                     | Legnica                    |
| ------------------------------------------------------ | ------------------------------ | ------------------------------------------ | -------------------------- |
|                                                        |                                |                                            |                            |
| Kamienica Orsettich w Jarosławiu                       | Bazylika św. Mikołaja w Bochni | Brama Targowa w Elblągu                    | Zamek Piastowski w Legnicy |
| Chełm                                                  | Żagań                          | Nysa                                       | Pszczyna                   |
|                                                        |                                |                                            |                            |
| Bazylika Narodzenia Najświętszej Maryi Panny w Chełmie | Pałac Lobkowitzów w Żaganiu    | Kościół św. Jakuba i św. Agnieszki w Nysie | Zamek pszczyński           |
| Sandomierz                                             | Chełmno                        | Nowy Sącz                                  | Kalisz                     |
|                                                        |                                |                                            |                            |
| Ratusz w Sandomierzu                                   | Ratusz w Chełmnie              | Ratusz w Nowym Sączu                       | Ratusz w Kaliszu           |

### Wykaz monet z serii z roku 2007
| Miasto               | Województwo                    | Data emisji              | Nakład    | Wizerunek monety |
| -------------------- | ------------------------------ | ------------------------ | --------- | ---------------- |
| Kwidzyn              | województwo pomorskie          | 2 lipca 2007(dts)        | 1 000 000 | awers i rewers   |
| Płock                | województwo mazowieckie        | 6 lutego 2007(dts)       | 1 000 000 | awers i rewers   |
| Łomża                | województwo podlaskie          | 6 marca 2007(dts)        | 1 000 000 | awers i rewers   |
| Gorzów Wielkopolski  | województwo lubuskie           | 4 kwietnia 2007(dts)     | 1 000 000 | awers i rewers   |
| Racibórz             | województwo śląskie            | 9 maja 2007(dts)         | 1 000 000 | awers i rewers   |
| Świdnica             | województwo dolnośląskie       | 13 czerwca 2007(dts)     | 1 000 000 | awers i rewers   |
| Słupsk               | województwo pomorskie          | 4 lipca 2007(dts)        | 1 100 000 | awers i rewers   |
| Przemyśl             | województwo podkarpackie       | 2 sierpnia 2007(dts)     | 1 100 000 | awers i rewers   |
| Stargard Szczeciński | województwo zachodniopomorskie | 5 września 2007(dts)     | 1 100 000 | awers i rewers   |
| Brzeg                | województwo opolskie           | 3 października 2007(dts) | 1 100 000 | awers i rewers   |
| Tarnów               | województwo małopolskie        | 7 listopada 2007(dts)    | 1 100 000 | awers i rewers   |
| Kłodzko              | województwo dolnośląskie       | 5 grudnia 2007(dts)      | 1 100 000 | awers i rewers   |

| Kwidzyn                                                  | Płock                                            | Łomża                                  | Gorzów Wielkopolski                                                           |
| -------------------------------------------------------- | ------------------------------------------------ | -------------------------------------- | ----------------------------------------------------------------------------- |
|                                                          |                                                  |                                        |                                                                               |
| Zamek w Kwidzynie                                        | Bazylika katedralna Wniebowzięcia NMP w Płocku   | Katedra św. Michała Archanioła w Łomży | Katedra Wniebowzięcia NMP w Gorzowie Wielkopolskim                            |
| Racibórz                                                 | Świdnica                                         | Słupsk                                 | Przemyśl                                                                      |
|                                                          |                                                  |                                        |                                                                               |
| Baszta więzienna w Raciborzu                             | Kościół Pokoju w Świdnicy                        | Zamek Książąt Pomorskich w Słupsku     | Bazylika archikatedralna Wniebowzięcia NMP i św. Jana Chrzciciela w Przemyślu |
| Stargard Szczeciński                                     | Brzeg                                            | Tarnów                                 | Kłodzko                                                                       |
|                                                          |                                                  |                                        |                                                                               |
| Kolegiata NMP Królowej Świata w Stargardzie Szczecińskim | Zamek Piastów Śląskich w Brzegu (Brama Wjazdowa) | Ratusz w Tarnowie                      | Twierdza Kłodzko                                                              |

### Wykaz monet z serii z roku 2008
| Miasto               | Województwo               | Data emisji           | Nakład    | Wizerunek monety |
| -------------------- | ------------------------- | --------------------- | --------- | ---------------- |
| Piotrków Trybunalski | województwo łódzkie       | 23 stycznia 2008(dts) | 1 100 000 | awers i rewers   |
| Konin                | województwo wielkopolskie | 5 lutego 2008(dts)    | 1 100 000 | awers i rewers   |
| Łowicz               | województwo łódzkie       | 5 marca 2008(dts)     | 1 100 000 | awers i rewers   |
| Bielsko-Biała        | województwo śląskie       | 21 kwietnia 2008(dts) | 1 100 000 | awers i rewers   |

| Piotrków Trybunalski                      | Konin                  | Łowicz           | Bielsko-Biała           |
| ----------------------------------------- | ---------------------- | ---------------- | ----------------------- |
|                                           |                        |                  |                         |
| Zamek Królewski w Piotrkowie Trybunalskim | Słup drogowy w Koninie | Ratusz w Łowiczu | Ratusz w Bielsku-Białej |